# Лильефорс, Рубен
Рубен Маттиас Лильефорс (швед. Ruben Liljefors; 30 сентября 1871, Уппсала — 4 марта 1936, там же) — шведский композитор, дирижёр, педагог. Член Шведской королевской музыкальной академии (1908).

## Биография
Младший брат Бруно Лильефорса, художника-анималиста.
До 1895 года учился музыке в Упсале у Ивара Хеденблада, затем в 1895—1899 гг. брал частные уроки в Лейпциге у Саломона Ядассона. Вернувшись в Швецию, поступил в Стокгольмскую консерваторию, где уже в 1900 году получил диплом органиста, а в 1907 году — диплом по церковному пению. В первое десятилетие XX века дирижировал хоровыми коллективами в Гётеборге. В конце десятилетия отправился для совершенствования композиторских навыков в Дрезден, где занимался под руководством Феликса Дрезеке, Макса Регера и Германа Кучбаха. Вновь вернувшись в Швецию, обосновался в Евле, где возглавил Симфонический оркестр Евле (главный дирижёр, 1912—1931) Преподавал музыку в школах Евле.

## Творчество
В творческом наследии Р. Лильефорса симфоническая, камерная, концертная, фортепианная и хоровая музыка, песенные произведения.

## Избранные музыкальные сочинения
Оркестровая музыка
- Увертюра до минор, WoO (1897 г.)
- Симфония ми-бемоль мажор, соч. 14 (1906)
- Сюита Fritjof & Ingeborg, Op. 17 (1916)
- Сюита Летняя (1919)
- Праздничная увертюра (1922)
- Три багатели для струнного оркестра (1925)
- Четыре маленьких фольклорных пьесы (1931)
- Festspiel ми-бемоль мажор (1931)
- Сюита для струнного оркестра (1933)

Камерная музыка
- Соната для скрипки ми мажор, соч. 2 (1895 г.)

Концерты
- Концерт для фортепиано фа минор, соч. 5 (1898)
- Романс для скрипки с оркестром (1918)

Фортепианная музыка
- Menuett, WoO (1886)
- Свадебный марш (1893)
- Четыре прелюдии и фуги (1898)
- Три мелодии (1-2, 1899)
- Мазурка фа минор
- Соната фа минор (1925)
- Музыкальный момент (1928)

## Награды
- Шведская королевская медаль «Litteris et Artibus» (1927)